# René Charles Duvivier
Pour les articles homonymes, voir Duvivier.
 (avril 2019).
Si vous disposez d'ouvrages ou d'articles de référence ou si vous connaissez des sites web de qualité traitant du thème abordé ici, merci de compléter l'article en donnant les références utiles à sa vérifiabilité et en les liant à la section « Notes et références ».
René Charles Duvivier, né à Ernée (Mayenne) le 28 octobre 1785 et mort à Paris le 27 décembre 1852, est un général et député français.

## Carrière militaire
Élève à l'École spéciale militaire, le 20 juillet 1803, René Charles Duvivier fit partie de la première promotion de l'École militaire créée par Napoléon Bonaparte (future école de Saint-Cyr).
Sous-lieutenant au  39e de ligne, le 22 décembre 1803, et lieutenant le 25 août 1806 ; il obtint dans le même régiment les grades d'adjudant-major, le 20 mars 1808 ; de capitaine adjudant-major, le 13 octobre 1808, devint aide-de-camp du général Marcognet, le 22 août 1809 (sert en Espagne en 1809-1811) ; chef de bataillon au  124e de ligne, le 15 novembre 1812 ; lieutenant-colonel au  10e léger, le 13 août 1823 ; colonel du  32e de ligne, le 22 août 1830, et enfin maréchal de camp le 30 septembre 1835. Il commande le département de la Mayenne en avril 1836.
René-Charles Duvivier a été promu au grade de lieutenant-général, le 22 avril 1846. Il reçoit le commandement de la  13e Division Militaire à Rennes le 18 mai 1846.
Il fut par la suite inspecteur général d'infanterie et commandera la  1re Division Militaire.
Mis à la retraite en décembre 1850, le général, élu aux Élections législatives de 1852, représenta la Mayenne jusqu'à sa mort, le 27 décembre 1852.
Il était propriétaire du château de la Bas-Maignée à Montenay près de Vautorte.

## Campagnes
René Charles Duvivier a fait les campagnes des ans XII, XIII et XIV (cette dernière campagne est comptée double) à bord de la flottille et à la grande armée ; les campagnes de 1806, 1807 et 1808 à la grande armée, celles de 1809, 1810 et 1811 en Espagne et en Portugal, celles de 1812 et 1813 à la Grande Armée ; il se signale spécialement à la défense de Stettin; fait prisonnier et conduit en Russie, il rentra dans sa patrie le 26 juillet 1814 et fit la campagne d'Espagne en 1823.
Avec des états de service aussi brillants, le général Duvivier reçut plus d'une blessure en combattant courageusement:
- Le 22 frimaire an XIV il reçut un coup de feu au combat d'Esslingen ;
- près d'Ulm, il fut blessé d'un autre coup de feu à l'avant-bras droit, à la bataille de Friedland, le 14 juin 1807 ;
- enfin il fut blessé d'une balle à la cuisse gauche au combat de Tumamès en Espagne, le 28 octobre 1810.

## Distinctions
Le général Duvivier a été fait chevalier de la Légion d'honneur le 1er octobre 1809 ; il a reçu la croix d'officier par décret impérial du 29 juin 1813, a été fait commandeur le 19 août 1832, et grand-officier le 16 décembre 1850 . Il fut, en outre chevalier de Saint-Louis
 le 16 août 1820 et de Saint-Ferdinand d'Espagne, 2e classe, le 23 novembre 1823.

## Famille Duvivier
- Fils du général René-Charles Duvivier, Charles-René-Adolphe Duvivier (1830- 1857), capitaine au  2e Zouaves, il fut tué en Afrique, à la bataille d'Icheriden, le 27 décembre 1857, âgé de 27 ans.
- Autre fils du général René-Charles Duvivier, Ernest-Hippolyte-Alexandre Duvivier (- 1894), élève de l'école militaire de Saint-Cyr, fit, comme aide de camp du maréchal le Bœuf, la campagne de 1870-1871, commanda comme colonel le  23e Dragons à Nantes ; il prit sa retraite et mourut au château de la Bas-Maignée à Montenay le 25 août 1894. Il a été inhumé au cimetière du Montparnasse à Paris.